# Le Temps (Paris)

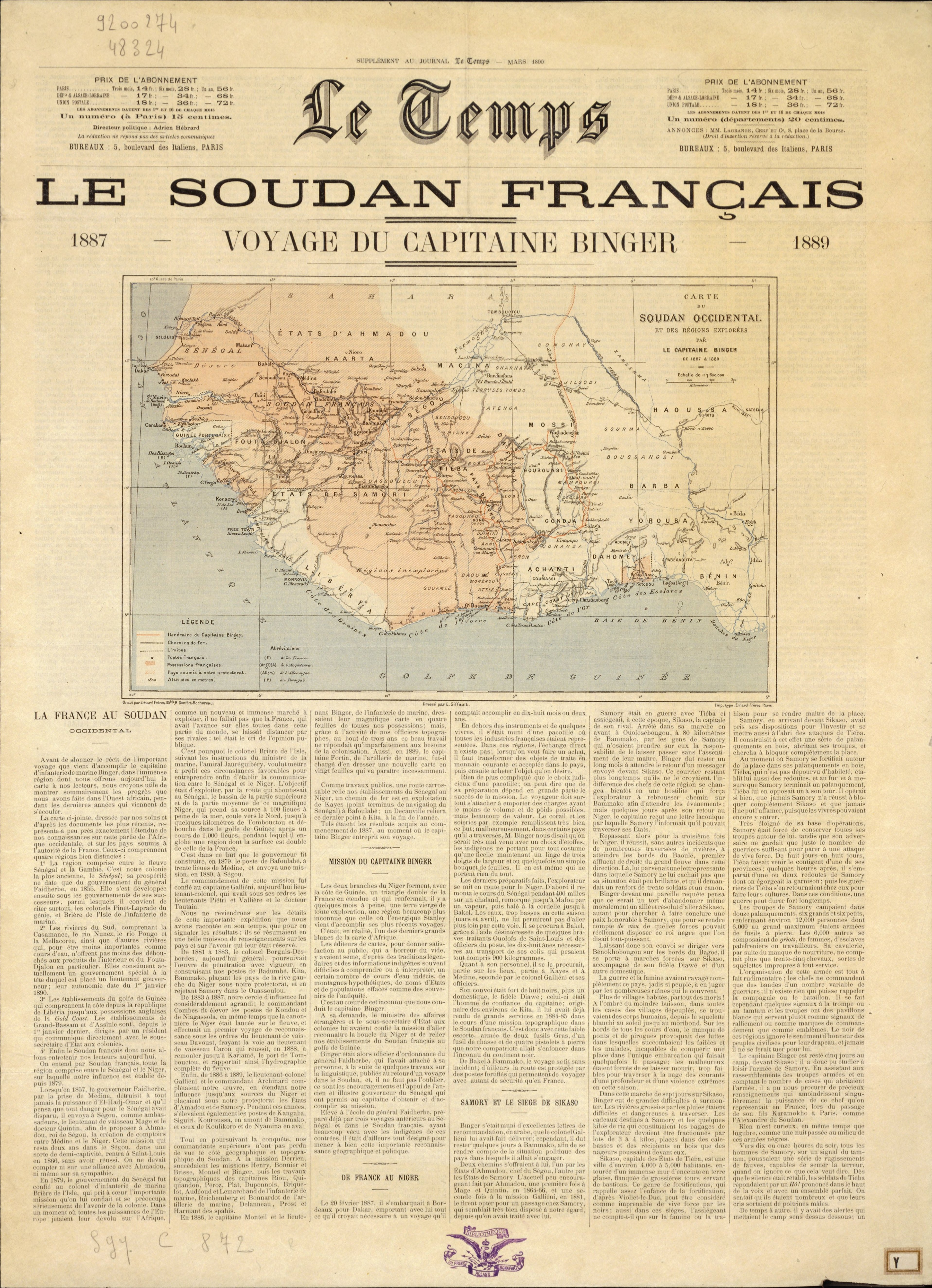
Le Temps 1890

Le Temps (uttal: [lə tɑ̃], svenska: Tid) var en fransk dagstidning i Paris som startades 1861 och lades ned 1942.